# Масонски оријентири
Масонски оријентири су скуп принципа за које многи масони тврде да су древна и непроменљива правила масонерије. Питања „регуларности“ слободнозидарске ложе, Велике ложе или Великог Оријента се одређују у контексту ових оријентира. Пошто је свака Велика ложа самостална, без јединственог тела које би вршило власт над целим слободним зидарством, тумачења ових принципа могу и варирају, што доводи до контраверзи о међусобном признавању. Различите масонске јурисдикције имају различите оријентире. 

## Порекло
Према Персију Јанцу, масонски израз оријентир има библијско порекло. Он цитира Књигу Пословица 22:28, или Соломонове приче: „Не уклањај древни оријентир који су поставили оци твоји“, мислећи на камене стубове постављене да обележавају границе имања. Он даље цитира јеврејски закон: „Не уклањај оријентир својих суседа, који су они од давнина поставили у твоје наследство“ да би нагласио како ови оријентири означавају наслеђе. 
Алберт Мeки проширује горе наведени историјски значај знаменитости: „ Универзални језик и универзални закони зидања су оријентири, али нису то локалне церемоније, закони и обичаји, који се разликују у различитим земљама. Покушај да се измене или уклоне ове свете знаменитости... један је од најгнуснијих преступа које масон може да почини. 
Марк Таберт верује да стварна правила и прописи постављени у раним масонским обележјима потичу од оптужби средњовековних клесара . 

## Историја
Према Општим прописима које је објавила Премијер Велика Ложа Енглеске 1723. „Свака годишња Велика Ложа има инхерентну моћ и овлашћење да доноси нове прописе или да их мења, за стварне користи овог Древног братства; под условом да стари оријентири буду увек пажљиво чувани." Међутим, ови оријентири нису ни на који начин дефинисани. Године 1844, Џорџ Оливер је написао да неке јурисдикције ограничавају дефиницију масонског обележја само на „знакове, хватове и речи“, док друге укључују церемоније иницијације, проласка и подизања кандидата. Неки такође укључују украсе, намештај и драгуље ложе или њихове карактеристичне симболе.  Оливер је 1863. објавио Масонску ризницу у којој је навео 40 знаменитости. Меки је проширио оба ова списка и приметио да су најсигурнији метод дефинисања обележја „они древни, а самим тим и универзални обичаји поретка, који су или постепено прерасли у рад као правила деловања, или, ако их је одједном донео било који надлежним органима, донети су у толико далеком периоду да се у историјским записима не може наћи никакав извештај о њиховом пореклу." 

### Мекијевих 25 Међаша
Први велики покушај да се дефинишу обележја масонерије био је 1858. године, када је Алберт Меки (1807—1881) дефинисао укупно 25 обележја: 
1. Братски начини препознавања
2. Подела масонерије на 3 симболична степена
3. Симболична легенда о Хираму Абифу
4. Управљање братством од стране великог мајстора
5. Прерогатив Великог мајстора да председава сваком ложом
6. Прерогатив Великог мајстора да да додељује степене у нередовно време
7. Прерогатив Великог мајстора да издаје дозволе за отварање и држање нових ложа
8. Прерогатив Великог мајстора да прави масоне на виђењу [7]
9. Потреба да се масони окупљају у ложама
10. Управљање једном ложом од стране једног мајстора и два надзорника
11. Нужност да свака Ложа, када је сазвана, треба да буде прописно покривена
12. Право сваког масона да буде заступљен на свим општим састанцима Заната
13. Право сваког масона да се жали на одлуке своје ложе Великој ложи
14. Право сваког масона да седи у свакој редовној ложи
15. Да ниједном непознатом посетиоцу буде дозвољено да седи у ложи, а да га не прегледају и не открију да је масон
16. Да се ниједна Ложа не може мешати у послове друге Ложе
17. Да сваки масон буде подложан законима и прописима јурисдикције у којој живи
18. Да се од кандидата за масонерију тражи да испуњавају одређене квалификације; наиме: бити зрелих година, дбез физичких мана, и слободног духа.
19. Да вера у постојање Бога буде услов за чланство
20. Да вера у васкрсење у будући живот буде услов за чланство
21. Да ће "Књига масонског закона" чинити неизоставни део намештаја сваке Ложе
22. Једнакост масона [8]
23. Тајност Институције
24. Утемељење спекулативне науке на оперативној уметности и симболичка употреба и објашњење појмова те уметности у сврхе моралног учења
25. Да се ниједан од ових међаша не може променити.

### Паундових седам међаша
1911. године, схватајући Мекијевих 25 тачака као резиме масонског „општег права“, правник Роско Паунд (1870—1964) издвојио је седам од њих као оријентире: 
1. Вера у врховно биће (19)
2. Вера у бесмртност (20)
3. Да је „књига светог закона“ неизоставни део „намештаја“ Ложе (21)
4. Легенда трећег степена (3)
5. Тајност (не прецизирајући шта) (11, 23)
6. Симболика оперативног слободног зидарства (24)
7. Да масон мора бити мушкарац, слободно рођен и пунолетан (18)

## Модерне интерпретације
У 20. веку, неколико америчких великих ложа покушало је да наброји знаменитости које су варирале од  Западне Вирџиније (7) и Њу Џерзија (10) до Неваде (39) и Кентакија (54). 
Током 1950-их, Комисија за информације о признавању Конференције великих мајстора масона у Северној Америци подржала је оватри „древна обележја“:  
1. Монотеизам — непроменљиво и трајно веровање у Бога.
2. Книга Светог закона — суштински део намештаја Ложе.
3. Забрана расправе о религији и политици (унутар ложе).

Прва велика дужност, не само сваке ложе, већ и сваког масона, јесте да се побрине да обележја Реда никада не буду нарушена.— Albert Mackey (1856), The Principles of Masonic Law